# Palaiostáni
Palaiostáni är en ort i Grekland.   Den ligger i prefekturen Nomós Pierías och regionen Mellersta Makedonien, i den norra delen av landet, 290 km norr om huvudstaden Aten. Palaiostáni ligger 344 meter över havet och antalet invånare är 612.
Terrängen runt Palaiostáni är kuperad västerut, men österut är den platt. Palaiostáni ligger uppe på en höjd. Runt Palaiostáni är det ganska tätbefolkat, med 70 invånare per kvadratkilometer. Närmaste större samhälle är Kateríni, 17,0 km söder om Palaiostáni. Trakten runt Palaiostáni består till största delen av jordbruksmark.